# Іван Ковалевський (генеральний осавул)
Іва́н Григо́рович Ковале́вський (Ковалівський) (? — близько 1666) — український військово-політичний діяч, дипломат, генеральний осавул і підскарбій (1654—1661, з перервами) в урядах гетьманів Б. Хмельницького, Ів. Виговського та Юр. Хмельницького. Один із найближчих соратників Богдана Хмельницького.

## Походження
Походив зі старовинного православного шляхетського роду Ковалевських гербу Доленга, представники якого від початку XVII століття служили в реєстровому козацькому війську. Ян Ковалевський (дід ?) згаданий у 1618 році як козацький ватажок, що влаштовував набіги на шляхетські маєтки на Фастівщині. За даними В. Заруби, він походив із містечка Вільшаної на Корсунщині.
Ковалевські були споріднені зі шляхтичами Ставецькими. Можливо, тому Іван Ковалевський вважався свояком Богдана Хмельницького (Василь Шишка-Ставецький був вітчимом майбутнього гетьмана). Батько Івана Григорій (Гринець) був військовим осавулом (1656), виконував дипломатичні доручення гетьмана, у Реєстрі 1649 — козак Четвертої Корсунської полкової сотні.

## Життєпис
Мав добру освіту. Імовірно, служив у Корсунському реєстровому полку ще до 1648 року. На початку Визвольної війни приєднався до Хмельницького, одразу потрапив до близького оточення гетьмана. У жовтні 1648 згаданий серед учасників облоги Львова.
У Реєстрі 1649 зафіксований серед полкового товариства Білоцерківського полку як Іван Ковалевщенко. Водночас, В. Кривошея ототожнює Івана Ковалевського з Іваном Коваленком — сотником Третьої Переяславської полкової сотні.
На початку 1650-х посів уряд чигиринського городового отамана. Також став «майордомом» — управителем гетьманського двору. На цій посаді перебував до самої смерті Богдана Хмельницького — завідував господарством у гетьманських маєтках, керував ад'ютантами та слугами. Був одним з опікунів сина гетьмана Юрія. Також керував службою гетьманських перекладачів. Зустрічав і супроводжував посольства, які прибували до Чигирина.
У січні 1654 зустрічав московських послів, що прибули на Переяславську раду. Тоді ж уперше згаданий як генеральний підскарбій.
1655 брав участь у Західному поході козацького та московського військ. У вересні вперше згаданий на уряді генерального осавула.  6 жовтня вів перемови з представниками львівського магістрату під час другої облоги міста. Того ж року вдруге їздив послом до Валахії.
11 квітня 1656 у Чигирині зустрічався з дяком Посольського приказу Московії Ларіоном Лопухіним. У серпні разом з реєнтом Генеральної військової канцелярії Іваном Грушею очолив посольство до Трансильванії. Відіграв провідну роль у виробленні умов угоди про українсько-трансильванський військово-політичний союз, яку підписав 17 вересня у Фейєрварі з князем Дйордем ІІ Ракоці. У перемовах брав участь і молдовський господар Георгій Штефан, який у листі від 13 серпня дав Ковалевському негативну характеристику:
|   | Вчора вечером приїхав п. Фр. Шебеші з послами п. гетьмана, сьогодня рано з'явився він у нас з тими козацькими послами. Їх два: оден зветься Ковалевський, він бере участь у всіх нарадах і секретах гетьмана, другий — писар гетьмана, дуже освічений і розумний чоловік, а Ковалевський фальшивий і лукавий. |
| — | |

На початку 1657 разом з генеральним суддею С. Богдановичем-Зарудним в Самошуйварі склав присягу на угоді від імені козацької старшини. Навесні 1657 очолював козацьке посольство у Швеції. У червні в Чигирині вів перемови з московськими послами Ф. Бутурліним і В. Михайловим: різко відкинув їхню вимогу надати землі під Києвом під садиби московським стрільцям. За оцінкою московських послів, поводився «развратно и шумно», заявивши, що «в Київі можна й без московських стрільців обійтись». Також у червні вів перемови зі шведським послом Ґ. Лільєкроною. У липні — з московським послом Іваном Желябужським у Корсуні.
Після смерті Хмельницького підтримав обрання гетьманом Івана Виговського, зберіг уряд генерального осавула. 25 жовтня 1657 разом з Іваном Богуном і Юрієм Немиричем підписав Корсунський договір зі Швецією, за яким шведський король Карл Х Густав визнавав Україну незалежною державою та підтримував її територіальні претензії на Руське, Белзьке, Волинське, Подільське, Берестейське та Новогрудське воєводства Речі Посполитої. У листопаді вів перемови з московським воєводою Гр. Ромодановським і стряпчим Дм. Рагозіним.
7 вересня 1658 разом з Г. Каплонським і П. Тетерею їздив з-під Гадяча у Торунь до короля Речі Посполитої Яна ІІ Казимира з проханням про надання військової допомоги. У жовтні добровільно пішов з уряду генерального осавула через незгоду з політикою Виговського. Московському посланцю В. Кікіну розповідав, що «для того уряд оставил», що «гетман розными жестокими муками умучил и смерти предал» багатьох старшин під час придушення повстання Пушкаря. Деякий час ховався від гніву Виговського на Запоріжжі. Згодом пішов на службу до промосковського наказного гетьмана Івана Безпалого, у якого був генеральним осавулом.
У травні 1659 отримав повну нобілітацію від короля Яна ІІ Казимира та привілей на Сквиру та Романівку. У вересні був одним із організаторів заколоту проти Івана Виговського. На раді в Германівці 23 вересня обраний генеральним осавулом в уряді гетьмана Юрія Хмельницького. Виговський деякий час тримав у полоні його батька Григорія Ковалевського.
У жовтні 1659 був одним із авторів Жердівських статей — проєкту угоди між Військом Запорозьким і Московією, який передбачав майже повну незалежність України. Разом із Захаром Шийкевичем відмовляв Хмельницького від підписання Переяславських статей, які звужували права Гетьманщини.
Був одним із найвпливовіших старшин в уряді Юрія Хмельницького. Влітку 1660 хворів і лікувався у Києво-Печерській Лаврі. У жовтні брав участь у Слободищенській битві. Схиляв гетьмана до переходу під польський сюзеренітет, підписав Чуднівську угоду. У 1661 році залишив службу, ймовірно, через хворобу.
Під 1663 роком згаданий глинський сотник Лубенського полку Іван Ковалевський, з чого деякі дослідники роблять висновок про перехід колишнього генерального осавула на Лівобережжя. Як встановив В. Кривошея, йдеться про однофамільця — Івана Ярмоленка-Ковалевського.
Колишній генеральний старшина востаннє згаданий у 1666 році як чигиринський городовий отаман. У подальшому згадується як небіжчик.

## Родина
Мав доньку та сина, опіку над якими заповів Петру Дорошенку, але їх невдовзі після смерті Ковалевського вивіз у Польщу колишній гетьман Павло Тетеря. У 1669—1674 роках гетьман Дорошенко за посередництва єпископа Львівського Йосифа Шумлянського безуспішно намагався повернути доньку колишнього старшини в Україну.
Братом Івана Ковалевського був кальницький полковник Гаврило Ковалевський. Інший брат Семен (? — 1682) був вільшанським сотником Харківського слобідського полку. Сестра Євдокія (? — 1721) одружена з харківським полковником Григорієм Дінцем-Захаржевським.
Серед нащадків Семена Ковалевського — вчений і міністр народної освіти Російської імперії Євграф Ковалевський (1790—1867), мандрівник, географ і письменник Єгор Ковалевський (1809—1868).